# متام سدیم
متام سدیم (به انگلیسی: Metham sodium) با فرمول شیمیایی C۲H۴NNaS۲ یک ترکیب شیمیایی با شناسه پاب‌کم ۵۳۶۶۴۱۵ است؛ که جرم مولی آن ۱۲۹٫۱۸ g/mol می‌باشد.